# Chapada de Areia
Chapada de Areia là một đô thị thuộc bang Tocantins, Brasil. Đô thị này có diện tích 659,244 km², dân số năm 2007 là 1239 người, mật độ 1,88 người/km².